# Diecezja Cartago (Kolumbia)
Diecezja Cartago (łac. Dioecesis Carthadensis in Columbia, hisz. Diócesis de Cartago) – rzymskokatolicka diecezja w Kolumbii. Jest sufraganią archidiecezji Cali.

## Historia
16 maja 1962 papież Jan XXIII bullą Ecclesiarum omnium erygował diecezję Cartago. Dotychczas wierni z tych terenów należeli do diecezji Cali (obecnie archidiecezja Cali).

Mapa diecezji

## Główne świątynie

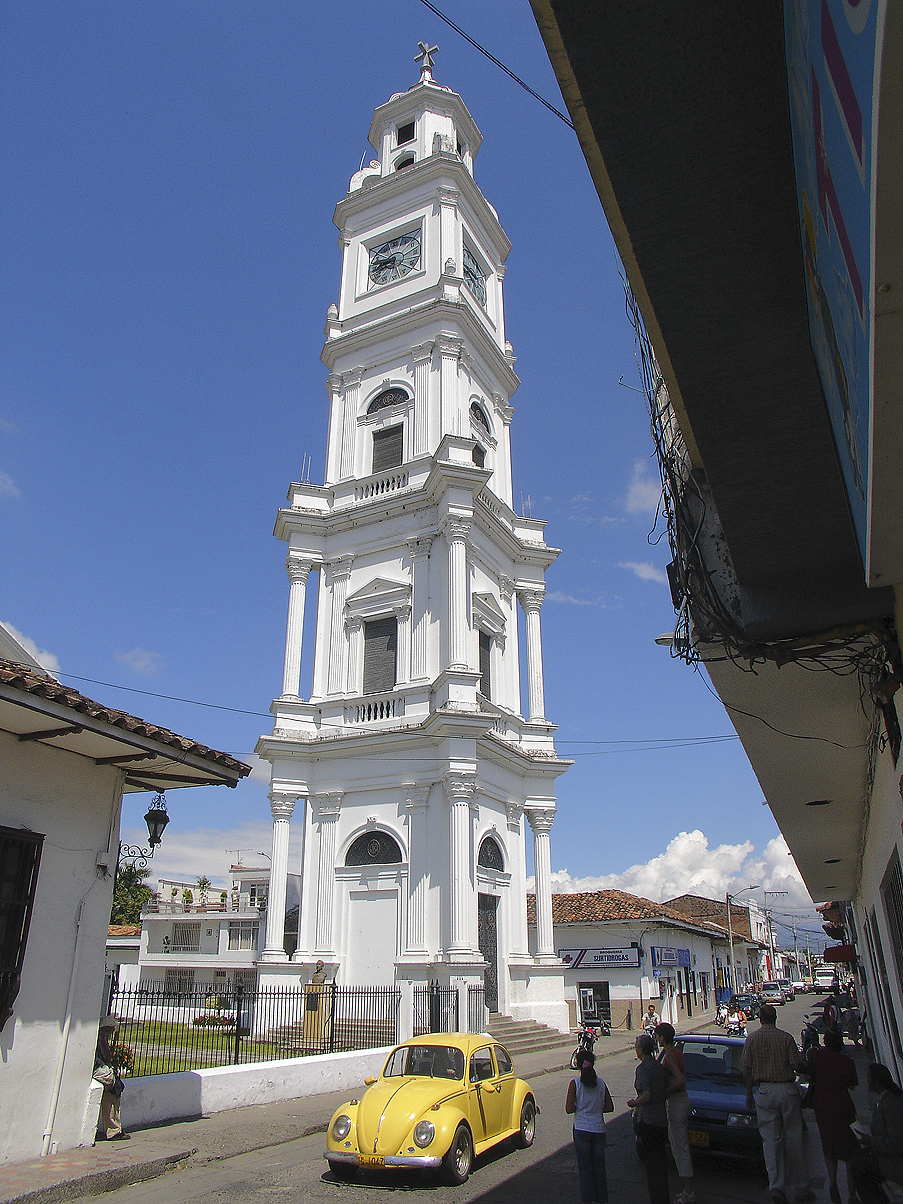
Katedra w Cartago

- Katedra: Katedra Matki Bożej z Góry Karmel w Cartago

## Biskupi diecezjalni
- José Gabriel Calderón Contreras (1962–1995)
- Luis Madrid Merlano (1995–2010)
- José Alejandro Castaño Arbeláez OAR (2010–2020)
- César Alcides Balbín Tamayo (od 2021)